# Vicent Valls i González
Vicent Valls i González (Cocentaina, El Comtat, 1957 – Alcoi, Alcoià, 27 de novembre de 2014) va ser un poeta valencià.
Llicenciat en Filologia Hispànica i professor de Llengua i Literatura en diferents institucions, va començar escrivint en castellà. Va obtindre, entre d'altres, els premis de poesia "Ciudad de Orihuela" (1988), "Vila de Crevillent" (1989), "Vicente Mojica" (1994), "Ateneu" d'Alacant (1998), "Paco Mollà" (2002) i "Marc Granell - Vila d'Almussafes" (2012). El poeta contestà va morir de manera imprevista al poc de ser anestesiat quan esperava ser operat d'hèrnia el 27 de novembre del 2014, tot deixant un llibre de poemes per publicar.

## Obra

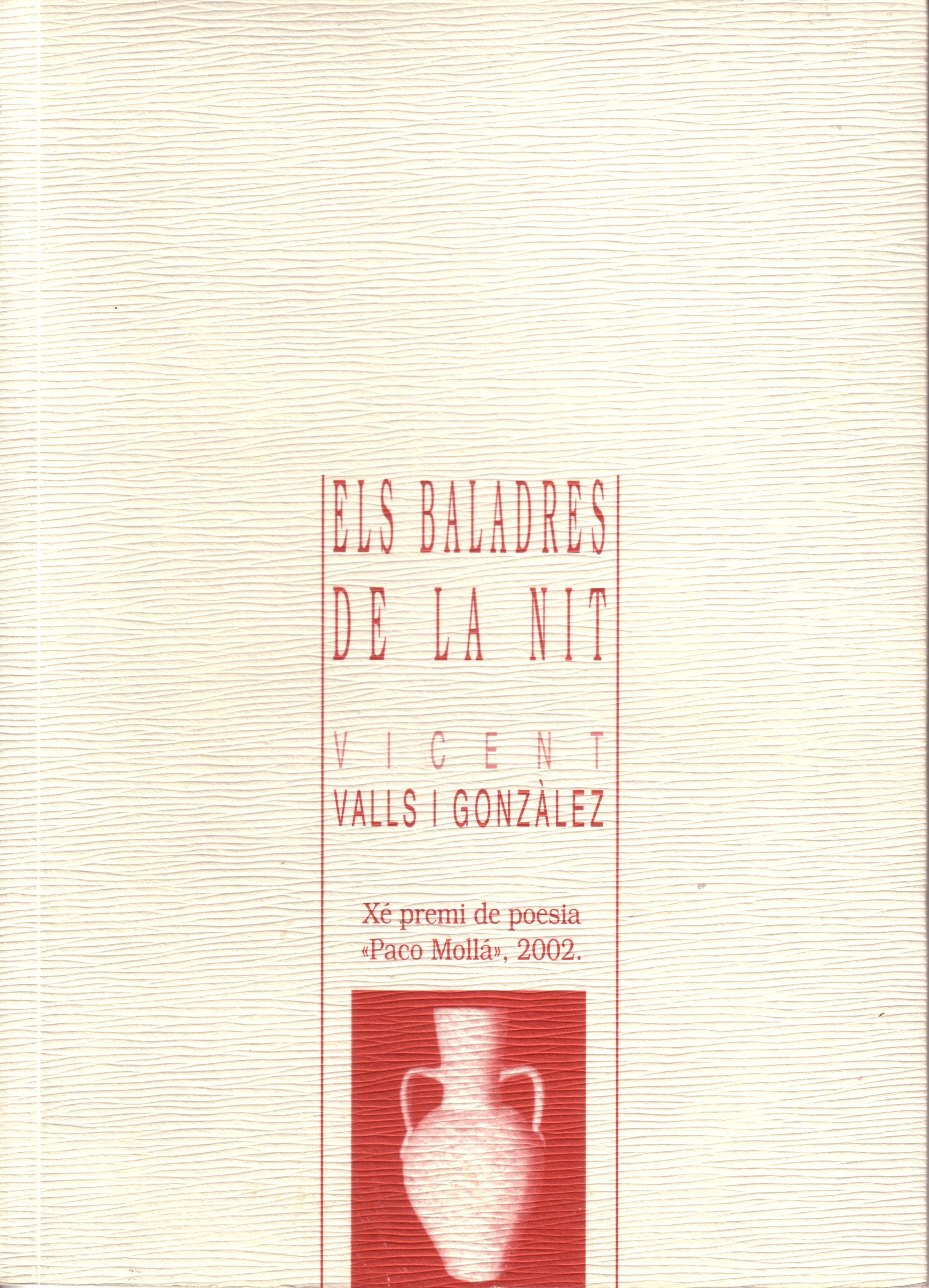
Portada dEls Baladres de la nit

- Elegía frente al mar y otros poemas. El Guadalhorce (Málaga, 1980)
- Figuras en el agua. Caja de Ahorros Provincial de Alicante (1988) ISBN 978-84-86314-49-1
- Memoria del olvido. Ajuntament de Cocentaina (1990) ISBN 978-84-505-9835-3
- Treinta poemas. Instituto de Estudios Juan Gil-Albert (1996) ISBN 978-84-7784-222-4
- Els baladres de la nit. X Premi Paco Mollà. Editorial Aguaclara, 2003. ISBN 84-8018-234-2
- El pes de la cendra. XV Premi Marc Granell - Vila d'Almussafes. Edicions 96 S.L. 2012 ISBN 8492763833 ISBN 978-8492763832
- Temps de salobre. Editorial Club Universitario (Sant Vicent del Raspeig, 2015), publicat pòstumament. ISBN 978-84-16479-08-5

Antologies
- Llampecs d'espurnes. Mostra de poesia de l'Alcoià-Comtat. Institut de Cultura Juan Gil-Albert (1991)
- El tast de la terra. Poesia entre Valls (Elviart, 2010)

Prosa
- Homenatge a Emili Rodríguez-Bernabeu. L'Aiguadolç Núm. 31. Primavera 2005. Treballs de diferents autors (Bernat Capó, Antoni Seva, Lluís Roda, Antoni Prats i Gràcia, Carmel Navarro, Vicent Valls, Lluís Alpera, Miquel Martínez, Tomàs Llopis, Manel Garcia Grau, Antoni Ferrer, Antoni Gómez, Joan Triadú, Manel Rodríguez-Castelló i Joaquim G. Caturla).

Poemes musicats
- L'atzur. Música de Josep Vicent Egea Insa per a cor mixt sobre text de Valls (1996). Editorial Piles (1996)
- Tornaré. Música d'Albert Alcaraz. Obra per a cor mixt sobre text de Valls. CM Ediciones Musicales (2006)
- Melodia del vent. Música d'Ignacio Yepes. Obra per a cor mixt sobre text de Valls. CM Ediciones Musicales (2009)